# Sulco central
O sulco ou rego central é um sulco ou fissura no córtex cerebral no cérebro de alguns vertebrados. Também chamado de fissura central, foi originalmente chamado de fissura de Rolando, rego de Rolando ou fissura rolândica, em homenagem a Luigi Rolando. 
O sulco central é um acidente macroscópico evidente no cérebro, separando o lobo parietal do lobo frontal, e o córtex motor primário do córtex somestésico primário. 

## Galeria

Sulco central　(em vermelho)Sulco central　(em vermelho)
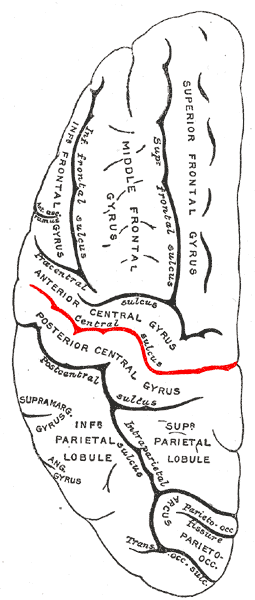
Superfície lateral do hemisfério esquerdo, visto de cima.
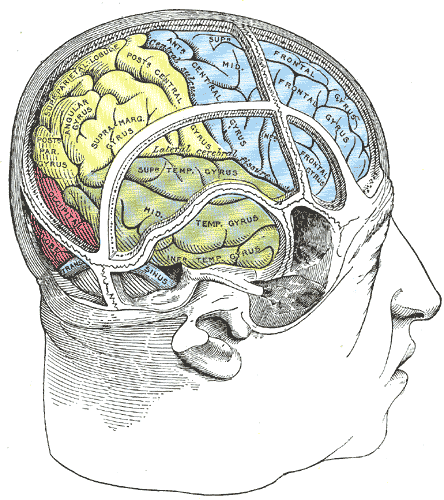
Desenho para ilustrar as relações entre o cérebro e o crânio.
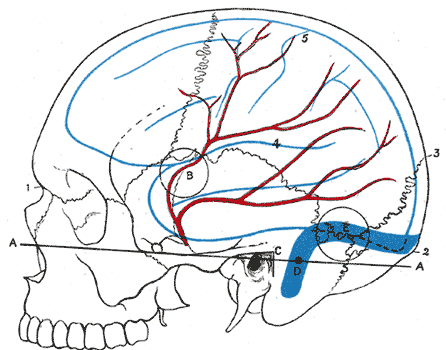
Relações do cérebro e artéria meníngea média na superfície do crânio.